# رخ (کانی‌شناسی)

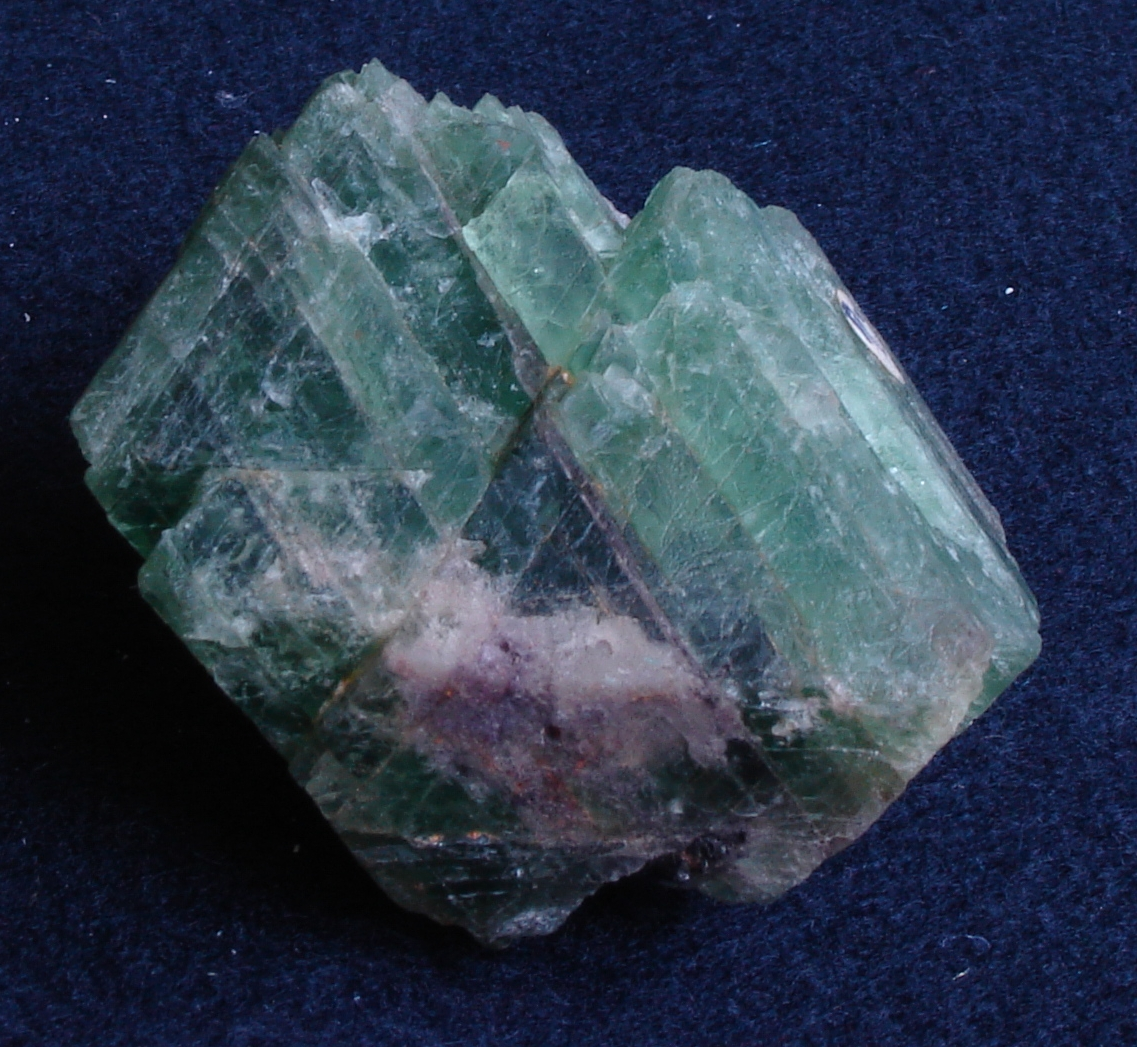
فلوئوریت سبز با رخ برجسته.

به تمایل بلورها برای شکست در امتداد صفحات بلوری خاص، رَخ یا کلیواژ (به انگلیسی : cleavage) گفته می‌شود. این سطوح معمولاً دسته صفحات با چگالی اتمی کم و فاصلهٔ زیاد هستند.

## انواع رخ
رخ‌ها می‌توانند، کامل، خوب، مشخص یا ناقص باشند.
انواع دیگر رخ‌ها عبارتند از:
- رَخ انحلالی[۲] یا رَخ انحلال فشاری[۳]:رَخی که با رگه‌های بازمانده انحلال‌ناپذیر یا سوگیری ترجیحی دانه‌های طویل یا ورقه‌های میکا مشخص می‌شود.
- رَخ سنگِ لوحی[۴]: رخی که در آن حوزه‌های کشیده‌ای از انبوهه‌های کوارتز یا فلدسپار با لایه‌هایی از میکا از هم جدا می‌شوند.
- رخ  فاصله‌دار[۵]: رخی با حوزه‌های مشخص یا سطوحی که با نواحی فاقد رَخ از هم جدا می‌شوند.
- رَخ  قاعده‌ای[۶]: رخ‌های کانیایی به موازات صفحه قاعده‌ای
- رخ  کنگره‌ای[۷]: رخی ناشی از سوگیری ترجیحی لایه‌های سنگ یا دانه‌های کانی که بر اثر چین‌خوردگی ریزمقیاس به وجود می‌آید
- رخ  مدادی[۸] یا ساختار مدادی: رخی که باعث شکسته شدن سنگ به‌ صورت قطعات دراز و کشیده، شبیه به مداد، می‌شود.